# Rhein-Neckar Löwen
Il Rhein-Neckar Löwen è una squadra di pallamano maschile tedesca, fondata nel 2002 e con sede ad Mannheim.

## Palmarès

### Titoli nazionali
- Handball-Bundesliga : 2

2015-16, 2016-17
- DHB Pokal : 2

2017-18, 2022-23
- DHB Supercup: 3

2016, 2017, 2018

### Titoli internazionali
- EHF Cup : 1

2012-2013.

## Rosa 2024-2025
| N° | Naz.                 | Ruolo | Sportivo                | Anno |  |  |
| -- | -------------------- | ----- | ----------------------- | ---- |  |  |
| 1  | Svezia (bandiera)    | P     | Mikael Appelgren        | 1989 |  |  |
| 29 | Germania (bandiera)  | P     | David Späth             | 2002 |  |  |
| 38 | Germania (bandiera)  | P     | Dave Hörning            | 2005 |  |  |
| 5  | Croazia (bandiera)   | T     | Ivan Martinović         | 1998 |  |  |
| 8  | Germania (bandiera)  | A     | Tim Nothdurft           | 1997 |  |  |
| 9  | Danimarca (bandiera) | PV    | Steven Plucnar Jacobsen | 2000 |  |  |
| 10 | Germania (bandiera)  | T     | Juri Knorr              | 2000 |  |  |
| 13 | Germania (bandiera)  | T     | Sebastian Heymann       | 1998 |  |  |
| 15 | Germania (bandiera)  | A     | David Móré              | 2004 |  |  |
| 19 | Germania (bandiera)  | A     | Cedric Mayer            | 2005 |  |  |
| 22 | Svezia (bandiera)    | T     | Gustav Davidsson        | 1999 |  |  |
| 24 | Germania (bandiera)  | A     | Patrick Groetzki        | 1989 |  |  |
| 25 | Svezia (bandiera)    | T     | Olle Forsell Schefvert  | 1993 |  |  |
| 26 | Germania (bandiera)  | A     | Niklas Michalski        | 2003 |  |  |
| 34 | Germania (bandiera)  | PV    | Valentin Willner        | 2005 |  |  |
| 42 | Danimarca (bandiera) | T     | Jon Lindenchrone        | 1997 |  |  |
| 45 | Croazia (bandiera)   | T     | Halil Jaganjac          | 1998 |  |  |
| 71 | Germania (bandiera)  | T     | Lennart Karrenbauer     | 2005 |  |  |
| 80 | Germania (bandiera)  | PV    | Jannik Kohlbacher       | 1995 |  |  |